# Марек Ґрехута
Марек Міхал Ґрехута (пол. Marek Michał Grechuta; * 10 грудня 1945, Замостя — † 9 жовтня 2006, Краків) —  польський співак і композитор

## Біографія
За професією архітектор. 1966 року заснував кабаре Анава, яке потім стало музичним ансамблем.
1977 переміг на фестивалі польської пісні в Ополе.
Виконував пісні на вірші Адама Міцкевича, Болеслава Лесьмяна, Станіслава Ігнація Віткевича, Тадеуша Новака.
Хітами Ґрехути були: Niepewność (сл. А.Міцкевича), Świecie nasz, Dni których nie znamy, Wiosna ach to ty.
Похований на  Раковицькому кладовищі в Кракові.

## Дискографія
- 1970 Anawa
- 1971 Korowód
- 1972 Droga za widnokres
- 1974 Magia obłoków
- 1977 Szalona lokomotywa
- 1978 Złote przeboje
- 1979 Pieśni M. Grechuty do słów Tadeusza Nowaka
- 1981 Śpiewające obrazy
- 1984 W malinowym chruśniaku
- 1987 Wiosna — ach to ty
- 1989 Krajobraz pełen nadziei
- 1990 Ocalić od zapomnienia
- 1990 Złote przeboje
- 1993 Jeszcze pożyjemy
- 1994 Dziesięć ważnych słów
- 1995 The best
- 2003 Niezwykłe miejsca